# Pistolet Bergmann No 3 M96
Bergmann No 3 M96 – niemiecki pistolet samopowtarzalny produkowany pod koniec XIX wieku przez firmę Theodora Bergmanna. Konstruktorem tego pistoletu był Louis Schmeisser.
Ostatnie dziesięciolecie XIX wieku było okresem w którym pojawił się nowy rodzaj broni strzeleckiej – pistolet samopowtarzalny. Do najwcześniejszych broni tego rodzaju należą pistolety skonstruowane w zakładach Theodore Bergmanna.
Pierwszy prototyp na tego rodzaju broń Bergmann otrzymał w 1892 roku, ale opatentowany pistolet nie był produkowany. W 1894 roku powstał prototyp udoskonalonej wersji pistoletu z 1892 roku. Był on produkowany jako Bergmann No 3, jednak okazał się by bronią bardzo zawodną. podstawową przyczyną zacięć był brak wyciągu i wyrzutnika (łuski były wyrzucane z komory nabojowej przez gazy prochowe).
W 1896 roku powstała udoskonalona wersja pistoletu No 3. Została ona wyposażona w zamek z wyciągiem i strzelała nową amunicją.
Pistolet No 3 w wersji z 1896 roku był pod względem mechanicznym udaną konstrukcją, ale nie zdobył większej popularności. Z powodu dużych wymiarów nie nadawał się jako broń do obrony osobistej, a wojskowych zniechęcał słaby nabój. Dlatego w 1897 roku w zakładach Bergmanna rozpoczęto produkcję nowego pistoletu No 5 strzelającego silniejszą amunicją.

## Opis
Bergmann No 3 był bronią samopowtarzalną. Zasada działania oparta na odrzucie zamka swobodnego. Mechanizm uderzeniowy kurkowy, bez samonapinania.
No 3 był zasilany ze stałego magazynka pudełkowego o pojemności 5 naboi. Magazynek znajdował się przed spustem. Naboje były wkładane do magazynka połączone ładownikiem (możliwe było ładowanie pojedynczych naboi, ale zwiększało to ryzyko zacięcia).
Lufa gwintowana, posiadała cztery bruzdy prawoskrętne.
Przyrządy celownicze mechaniczne, stałe (muszka i szczerbinka).